# Jens Harzer

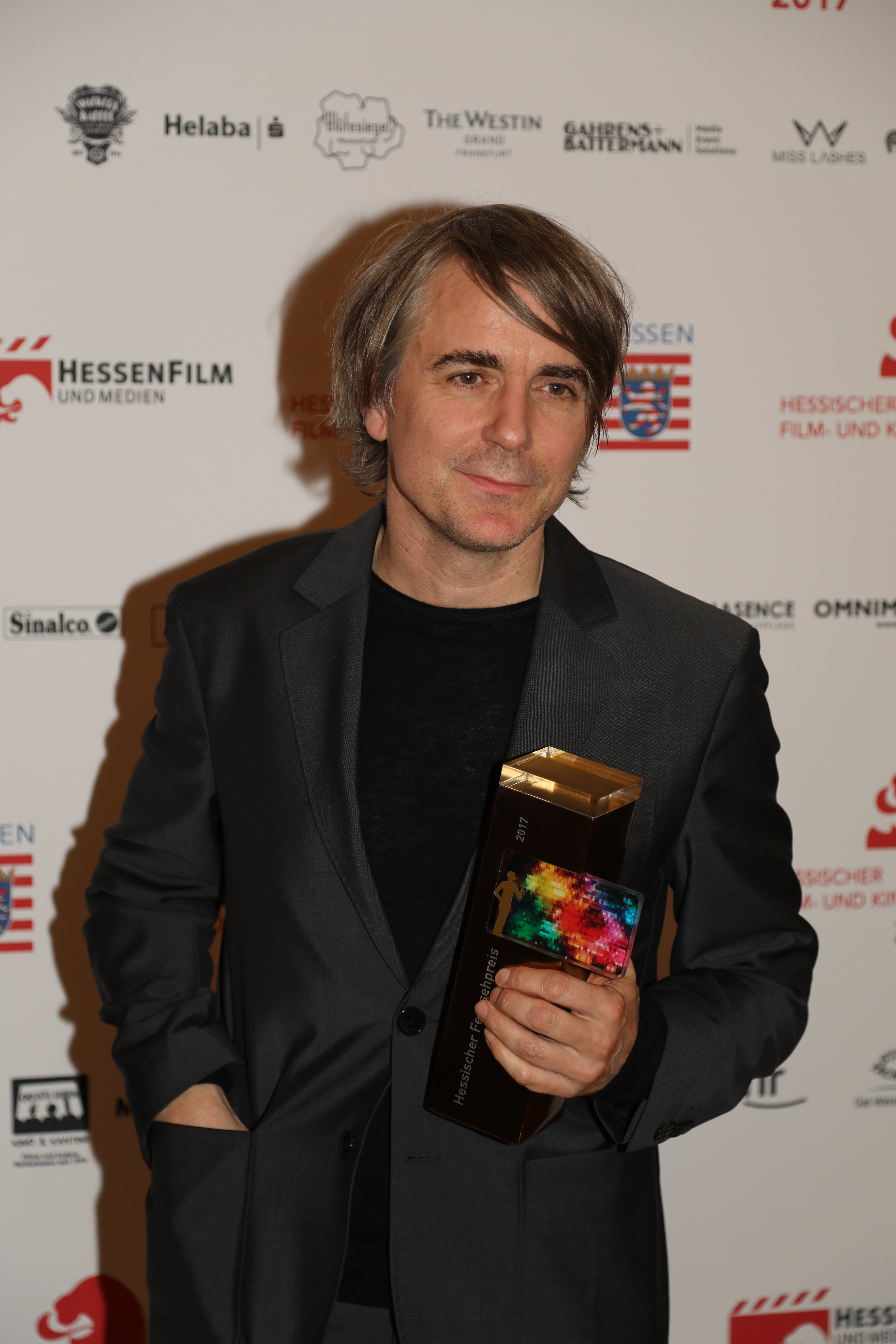
Jens Harzer (2017)

Jens Harzer (* 14. März 1972 in Wiesbaden) ist ein deutscher Schauspieler und seit März 2019 Träger des Iffland-Ringes.

## Leben und Wirken
Jens Harzer wurde 1972 in Wiesbaden geboren und wuchs dort auf. Die Schauspielerei entdeckte er als Schüler in der Theater-AG des Gymnasiums am Mosbacher Berg für sich. Daneben war er in seiner Jugend ein talentierter Mittelstreckenläufer und nahm an Deutschen Meisterschaften teil. Im Alter von 19 Jahren bewarb Harzer sich zur Ausbildung an der Otto-Falckenberg-Schule in München. Die Mitglieder der Prüfungskommission hatten zunächst Zweifel, da Harzer zu zurückhaltend auf sie wirkte. Daraufhin übte Jörg Hube, der damalige Leiter der Schule, mit Harzer die Rolle des St. Just aus Dantons Tod ein, woraufhin Harzer die Aufnahmeprüfung bestand und von 1991 bis 1993 seine Schauspielausbildung absolvierte.

### Münchner Kammerspiele und Residenztheater
Noch vor Ende der Ausbildung an der Otto-Falckenberg-Schule wechselte Harzer an die benachbarten Münchner Kammerspiele unter Intendanz von Dieter Dorn. In Dorn fand Harzer einen Förderer, dem er sich in seiner „Sprachversessenheit“ verbunden fühlte und mit dem er ab 1992 fast zwei Jahrzehnte lang zusammenarbeitete. An den Kammerspielen spielte Harzer früh große Rollen wie etwa Roberto Zucco, Urfaust, Torquato Tasso und Amphitryon. Wegweisend für Harzers weiteren Werdegang sollte die Uraufführung des Stücks Ithaka von Botho Strauß unter der Regie von Dieter Dorn im Jahr 1996 werden. Harzer, der auf Bitten von Dorn für einen Kollegen einsprang, spielte darin den Sohn des Odysseus, der von Harzers Idol Bruno Ganz verkörpert wurde. Obwohl es ihre einzige gemeinsame Inszenierung blieb, waren Harzer und Ganz sich fortan eng verbunden.
Einen Wechsel an die Berliner Schaubühne 1999 zu Thomas Ostermeier brach Harzer nach nur einer Produktion ab und kehrte zu Dieter Dorn nach München zurück. Als Dorn 2001 von den Kammerspielen ans Residenztheater wechselte, folgte ihm Harzer dorthin. Gastspiele führten Harzer in dieser Zeit etwa ans Wiener Burgtheater und ans Deutsche Theater in Berlin. Dort feierte 2008 die Inszenierung von Onkel Wanja unter Regie von Jürgen Gosch Premiere, in der Harzer den Arzt Michail Lwowitsch Astrow spielte. Die Inszenierung war ein überragender Erfolg und wurde von der Jury der Zeitschrift Theater heute zur „Inszenierung des Jahres“ gewählt. Für ihre Rollen des Onkel Wanja und Astrow wurden Ulrich Matthes und Harzer 2008 gemeinsam zum „Schauspieler des Jahres“ gewählt. Das Stück gehört auch im Jahr 2020 noch zum Repertoire des Deutschen Theaters.

### Salzburger Festspiele
Bereits ab dem Jahr 2000 trat Harzer neben seinem Ensemble-Engagement in München regelmäßig bei den Salzburger Festspielen auf. Von 2002 bis 2004 spielte er in Hugo von Hofmannsthals Jedermann in der Inszenierung von Christian Stückl die Rolle des Tods. 2011 war Harzer in der Uraufführung von Peter Handkes Immer noch Sturm unter Regie von Dimiter Gotscheff in der Rolle des Ich-Erzählers zu sehen. Die Inszenierung wurde an das Thalia Theater übernommen und steht dort auch 2020, neun Jahre nach der Premiere, noch auf dem Spielplan.

### Thalia Theater
2009 wechselte Harzer nach 16 Jahren im Ensemble von Dieter Dorn ans Thalia Theater in Hamburg, an dem Joachim Lux in jenem Jahr die Intendanz übernommen hatte. Seit 2009 liest Harzer in Hamburg einmal jährlich aus den Verhörprotokollen des NS-Widerstandskämpfers Georg Elser, für den Harzer nach eigener Aussage „große Sympathie“ empfindet. Für seine Rolle des Marquis Posa in Schillers Don Carlos, inszeniert von Jette Steckel, wurde Harzer 2011 von der Jury der Zeitschrift Theater heute erneut als „Schauspieler des Jahres“ ausgezeichnet.
Harzer ist ein großer Verfechter der Idee des Ensembletheaters. 2017 mahnte er in einer Laudatio bei der Verleihung des Boy-Gobert-Preises, die Schlagzahl an Premieren und Events nicht weiter zu erhöhen und sich auf das Spielen zu konzentrieren.
Nach dem Tod von Bruno Ganz wurde im März 2019 dessen Verfügung bekanntgegeben, mit der er Harzer zum neuen Träger des Iffland-Ringes bestimmt hatte. Wenige Tage zuvor hatte Harzer bei der Trauerfeier von Ganz die Trauerrede verlesen. Die Übergabe erfolgte am 16. Juni 2019 im Wiener Burgtheater.
Im April 2024 wurde bekanntgegeben, dass Harzer das Thalia Theater mit dem Ende der Intendanz von Joachim Lux nach der Spielzeit 2024/2025 verlassen wird. Zur Spielzeit 2025/26 wird er sich dem Berliner Ensemble anschließen.

### Film, Fernsehen und Hörspiel
Obwohl Harzers Schwerpunkt immer das Theater geblieben ist, wirkt er gelegentlich in Kino- und Fernsehfilmen mit. In Requiem von Hans-Christian Schmid war er 2006 in der Rolle eines katholischen Priesters zu sehen, in Bülent Akıncıs Der Lebensversicherer ebenfalls 2006 als lebensmüder Vertreter. 2016 spielte er in der Verfilmung von Die schönen Tage von Aranjuez von Wim Wenders nach dem gleichnamigen Zwei-Personen-Stück von Peter Handke die Rolle des Schriftstellers. Im Fernsehen war er in drei Tatort-Filmen, der finalen Episode des Tatortreinigers sowie in Babylon Berlin zu sehen. Daneben wirkt Harzer auch bei Hörspielen und Hörbüchern mit.
Jens Harzer lebt in Hamburg. Er ist verheiratet mit der Schauspielerin Marina Galic und hat zwei Kinder. 
Seit 2013 ist er Mitglied der Akademie der Künste, Berlin, in der Sektion Darstellende Kunst; außerdem ist er Mitglied der Freien Akademie der Künste in Hamburg.

## Kritiken
„Die Sprache ist Harzer wichtiger als den meisten anderen Schauspielern seiner Generation. Er zerrt an den Worten, er fordert sie heraus, dehnt, singt, zelebriert sie. (...) Man kann ihm beim Durchdenken und Durchdringen der Worte auf der Bühne zuschauen, wenn er sie mit seiner hohen, bisweilen kurz vor dem Kippen stehenden Stimme spricht.“

„Harzer [ist] alles andere (...) als ein Testosterondarsteller. Etwas Zartgespinstiges, Feines, Jetztzeitloses umgibt all seine Figuren. Wie aus anderen Sphären kommend wirken sie manchmal, seltsame Heilige mit einem höheren Sinn, schlenkernd, tänzelnd, flirrend.“

„Wenn Harzer spielt, wirkt er immer so, als stamme sein Text nicht von Kleist, Tschechow oder Handke, sondern so, als habe Harzer ihn mit sich selbst abgemacht und als trage er für alle Veröffentlichungsfolgen übermütig die Verantwortung. Er ist eine im deutschen Theater singuläre Erscheinung mit unverwechselbarem Ton.“

## Theaterrollen

### Münchner Kammerspiele
- 1994: Bauerntheater von Franz Xaver Kroetz, Rolle: Garfunkel, Regie: Franz Xaver Kroetz
- 1995: Roberto Zucco von Bernard-Marie Koltès, Rolle: Roberto Zucco, Regie: Christian Stückl
- 1996: Ithaka von Botho Strauß, Rolle: Telemach, Regie: Dieter Dorn
- 1996: Das Gleichgewicht von Botho Strauß, Rolle: Markus Groth, Regie: Jens-Daniel Herzog
- 1997: Urfaust von Johann Wolfgang von Goethe, Rolle: Faust, Regie: Thomas Bischoff
- 1997: Richard der Dritte von William Shakespeare, Rolle: Sir William Catesby, Regie: Peter Zadek
- 1998: Feuergesicht von Marius von Mayenburg, Rolle: Kurt, Regie: Jan Bosse
- 1998: Cymberlin von William Shakespeare, Rolle: Posthumus, Regie: Dieter Dorn
- 1999: Hekabe von Euripides, Rolle: Polydorus, Regie: Dieter Dorn
- 1999: Amphitryon von Heinrich von Kleist, Rolle: Amphitryon, Regie: Dieter Dorn
- 1999: Torquato Tasso von Johann Wolfgang von Goethe, Rolle: Torquato Tasso, Regie: Jan Bosse

### Bayerisches Staatsschauspiel
- 2002: Der Narr und seine Frau heute Abend in Pancomedia von Botho Strauß, Rolle: Zacharias Werner, Regie: Dieter Dorn
- 2003: Die Wände von Jean Genet, Rolle: Said, Regie: Dieter Dorn
- 2005: Die eine und die andere von Botho Strauß, Rolle: Timm, Regie: Dieter Dorn
- 2005: Die Bakchen von Euripides, Rolle: Pentheus, Regie: Dieter Dorn
- 2007: Woyzeck von Georg Büchner, Rolle: Woyzeck, Regie: Martin Kušej
- 2008: Molières Misanthrop von Molière/Botho Strauß, Rolle: Alceste, Regie: Hans-Joachim Ruckhäberle
- 2009: Leichtes Spiel. Neun Personen einer Frau von Botho Strauß, Regie: Dieter Dorn

### Thalia Theater
- 2009: Peer Gynt von Henrik Ibsen, Rolle: Peer Gynt, Regie: Jan Bosse
- 2010: Kinder der Sonne von Maxim Gorki, Rolle: Protassow, Regie: Luk Perceval
- 2010: Was ihr wollt von William Shakespeare, Rolle: Malvolio, Regie: Jan Bosse
- 2011: Don Carlos von Friedrich Schiller, Rolle: Marquis von Posa, Regie: Jette Steckel
- 2012: Quijote – Trip zwischen Welten von Miguel de Cervantes, Rolle: Quijote, Regie: Stefan Pucher
- 2012: Platonow von Anton Tschechow, Rolle: Platonow, Regie: Jan Bosse
- 2012: Ein Sommernachtstraum von William Shakespeare, Rolle: Puck, Regie: Stefan Pucher
- 2013: Die Brüder Karamasow von Fjodor M. Dostojewski, Rolle: Iwan Karamasow, Regie: Luc Perceval
- 2013: Hedda Gabler von Henrik Ibsen, Rolle: Tesman, Regie: Jan Bosse
- 2014: Die Möwe von Anton Tschechow, Rolle: Trigorin, Regie: Leander Haußmann
- 2014: In Ende einer Liebe von Pascal Rambert
- 2014: Deutschstunde von Siegfried Lenz, Rolle: Jens Ole Jepsen, Regie: Johan Simons
- 2015: Das Käthchen von Heilbronn von Heinrich von Kleist, Rolle: Graf vom Strahl, Regie: Bastian Kraft
- 2015: Srebrenica – I counted my remaining life in seconds von Armin Smailovic/Branko Šimić, Regie: Branko Šimić
- 2016: Warten auf Godot von Samuel Beckett, Rolle: Wladimir, Regie: Stefan Pucher
- 2016: Der Schimmelreiter von Theodor Storm, Rolle: Hauke Haien, Regie: Johan Simons
- 2017: Cyrano de Bergerac von Edmond Rostand, Rolle: Cyrano de Bergerac, Regie: Leander Haußmann
- 2018: Fountainhead von Ayn Rand, Rolle: Howard Roark, Regie: Johan Simons
- 2018: Iran-Konferenz von Iwan Wyrypajew, Rolle: Daniel Christensen, Regie: Matthias Günther
- 2019: Amphitryon von Heinrich von Kleist, Rolle: Amphitryon, Regie: Leander Haußmann
- 2020: Der Geizige von Molière, Rolle: Harpagon, Regie: Leander Haußmann
- 2021: Der Idiot von Fjodor M. Dostojewskij, Rolle: Fürst Myschkin, Regie: Johan Simons
- 2021: Die Wildente oder Der Kampf um die Wahrheit frei nach Henrik Ibsen, Rolle: Gregers Werle, Regie: Thorleifur Örn Arnarsson
- 2022: "H" 100 seconds to midnight inspiriert von Stephen Hawking und Etel Adnan / Musik Philip Glass u. a. / Uraufführung, Regie: Robert Wilson
- 2023: Intervention! von Sven Regener und Leander Haußmann / Regie Leander Haußmann / Uraufführung
- 2024: Das Leben ein Traum von Pedro Calderón de la Barca / Regie Johan Simons

### Salzburger Festspiele
- 2000: Der Name von Jon Fosse, Rolle: Der Junge, Regie: Thomas Ostermeier (Koproduktion mit der Schaubühne am Lehniner Platz, Berlin)
- 2002: Jedermann von Hugo von Hofmannsthal, Rolle: Tod, Regie: Christian Stückl
- 2004: Eines langen Tages Reise in die Nacht von Eugene O’Neill, Rolle: Edmund, Regie: Elmar Goerden (Übernahme ans Bayerische Staatsschauspiel)
- 2008: Verbrechen und Strafe von Fjodor M. Dostojewski, Rolle: Raskolnikoff, Regie: Andrea Breth
- 2011: Immer noch Sturm von Peter Handke, Rolle: Ich, Regie: Dimiter Gotscheff (Übernahme ans Thalia Theater)

### Andernorts
- 2001: Oedipus von Sophokles, Rolle: Oedipus, Regie: Jan Bosse, Deutsches Schauspielhaus Hamburg
- 2004: Offene Gruben, offene Fenster von Werner Schwab, Rolle: Er, Regie: Jennifer Minetti, Schauspiel Frankfurt
- 2004: Am Ziel von Thomas Bernhard, Rolle: Ein dramatischer Schriftsteller, Regie: Jan Bosse, Schauspiel Frankfurt
- 2005: Nächte unter Tage von Albert Ostermaier, Regie: Andrea Breth, Ruhrtriennale/Essen
- 2008: Onkel Wanja von Anton Tschechow, Rolle: Astrow, Regie: Jürgen Gosch, Deutsches Theater Berlin
- 2011: Die schönen Tage von Aranjuez von Peter Handke, Rolle: Der Mann, Regie: Luc Bondy, Wiener Festwochen
- 2018: Penthesilea von Heinrich von Kleist, Rolle: Achilles, Regie: Johan Simons, Schauspielhaus Bochum
- 2020: Iwanow von Anton Tschechow, Rolle: Iwanow, Regie: Johan Simons, Schauspielhaus Bochum
- 2023: Macbeth von William Shakespeare, Rollen: Hexe/Macbeth/Duncan/Malcolm/Mörder; Regie: Johan Simons, Schauspielhaus Bochum

## Filmografie
- 1989: Der Liebe auf der Spur (Fernsehserie)
- 1995: Hades
- 1995: Mutters Courage
- 1996: Adieu, mon ami (Fernsehen)
- 1997: Picasso in München
- 1998: Neue Freiheit – keine Jobs
- 1999: Amphitryon (Fernsehen)
- 2000: Cymbelin (Fernsehen)
- 2003: Annas Heimkehr (Fernsehen)
- 2004: Die eine und die andere (Fernsehen)
- 2006: Der Lebensversicherer
- 2006: Requiem
- 2007: Windland (Fernsehen)
- 2009: Same Same But Different
- 2015: Boy 7
- 2016: Tatort: Es lebe der Tod
- 2016: Neben der Spur – Amnesie
- 2016: Die schönen Tage von Aranjuez
- 2017: Tatort: Amour Fou
- Seit 2017: Babylon Berlin
- 2018: Am Ende ist man tot
- 2018: Der Tatortreiniger, Folge: Einunddreißig
- 2021: Ruhe! Hier stirbt Lothar
- 2021: Tatort: Alles kommt zurück
- 2024: Hallo Spencer – Der Film
- 2024: The Next Level (Mini-Serie)

## Hörspiele und Hörbücher
- 2002: Paul Divjak: Lichtstunden – Regie: Christiane Klenz (Hörspiel – BR)
- 2008: Louis-Ferdinand Céline: Reise ans Ende der Nacht – Regie: Ulrich Lampen (Hörspiel (3 Teile) – BR)
- 2012: Alexander Wwedenski: Wann wo oder Eine gewisse Anzahl Gespräche – Bearbeitung und Regie: Oliver Sturm (Hörspiel – HR/DLF)
- 2013: Gunnar Gunnarsson: Schwarze Vögel – Regie: Judith Lorentz (Hörspiel – DKultur)
- 2013: Händl Klaus: Eine Schneise – Regie: Erik Altorfer WDR[35]
- 2014: Joachim Ringelnatz: Als Mariner im Krieg – Regie: Harald Krewer (Hörspiel – NDR/DKultur)
- 2014: Michael Farin: Wintersoldat – Regie: Michael Farin (Hörspiel – DKultur)
- 2014: Raoul Schrott: Theogonie – Bearbeitung, Komposition und Regie: Klaus Buhlert (Hörspiel (2 Teile) – SWR/NDR)
- 2014: Christian Udo Eichner und Tristan Vostry: Der Tod des Archivars – Regie: Tristan Vostry (Hörspiel – WDR)
- 2014: Dror Mishani: Vermisst – Bearbeitung und Regie: Andrea Getto (Kriminalhörspiel – NDR)
- 2014: Joris-Karl Huysmans: Monsieur Bougran in Pension – Bearbeitung und Regie: Elisabeth Panknin (Hörspiel – DLF)
- 2016: Franz Kafka: Das Schloss, Hörspiel in 12 Teilen. Regie: Klaus Buhlert (BR Hörspiel und Medienkunst 2016) als Podcast/Download im BR Hörspiel Pool.[36]
- 2016/17/18: Valère Novarina: Die Rede an die Tiere, Teil 1: Das Tier der Zeit, Teil 2: Die Unruhe, Teil 3: 1111 Vögel – Übersetzung und Regie: Leopold von Verschuer (Hörspiel – DKultur)
- 2018: Hilary Mantel: Brüder – Regie: Walter Adler (Hörspielserie – WDR)[37]
- 2018: Ford Madox Ford: Das Ende der Paraden – Regie: Klaus Buhlert (Hörspiel – BR)
- 2019: Klaus Mann: Mephisto (Hörbuch, tacheles!)
- 2019: Simon Strauß: Römische Tage (Hörbuch, Finch & Zebra)
- 2019: Stefan Weiller: Deutsche Winterreise (Hörspiel, Speak Low)
- 2020: Friedrich Hölderlin: Hyperion oder Der Eremit in Griechenland (Hörbuch mit Doris Wolters, DAV)
- 2022: Stefan Weiller: Die schöne Müllerin (Hörspiel, Speak Low)
- 2023: Frank M. Raddatz, Denise Reimann: Die Konferenz der Flüsse – Bearbeitung und Regie: Leopold von Verschuer (Hörspielserie – DKultur)
- 2024: Navid Kermani: In die andere Richtung jetzt. Eine Reise durch Ostafrika. Aargon, Berlin 2024, ISBN 978-3-7324-7601-5.

## Auszeichnungen
- 1996: Bayerischer Kunstförderpreis im Bereich Darstellende Kunst
- 1996: Kunstpreis Berlin der Akademie für Künste (Förderpreis)
- 2003: Kurt-Meisel-Preis für herausragende künstlerische Leistungen des Vereins der Freunde des Bayrischen Staatsschauspiels
- 2006: Silberner St. Georg des Internationalen Filmfestivals Moskau als Bester Darsteller für Der Lebensversicherer
- 2008: Schauspieler des Jahres (Theater heute) für Onkel Wanja
- 2011: Schauspieler des Jahres (Theater heute) für Don Carlos
- 2015: Rolf-Mares-Preis für seine Rolle als Friedrich Wetter Graf vom Strahl in Das Käthchen von Heilbronn im Thalia Theater
- 2017: Hessischer Fernsehpreis für seine Rolle in Tatort: Amour Fou
- 2019: Iffland-Ring
- 2021: Hessischer Fernsehpreis für seine Rolle in Ruhe! Hier stirbt Lothar[38]
- 2021: Preis der Deutschen Akademie für Fernsehen in der Kategorie Schauspieler Hauptrolle für Ruhe! Hier stirbt Lothar